# Saus
Saus (bis 2006 und katalanisch: Saus, Camallera i Llampaies) ist eine katalanische Gemeinde (municipio) mit 898 Einwohnern (Stand: 2024) in der Provinz Girona im Nordosten Spaniens. Sie liegt in der Comarca Alt Empordà. Neben dem Ort Saus gehören die Ortschaften Camallera und Llampaies zur Gemeinde.

## Lage
Saus liegt etwa 18 Kilometer nordnordöstlich von Girona unterhalb des Bergzuges Baga d’en Ferran auf einer Höhe von ca. 85 m.

## Bevölkerungsentwicklung
| Jahr      | 1960 | 1970 | 1981 | 1991 | 2001 | 2011 | 2021 |
| Einwohner | 841  | 805  | 724  | 705  | 686  | 787  | 874  |

## Sehenswürdigkeiten
- Bartholomäuskirche in Camallera
- Eugenienkirche in Saus
- Martinskirche in Llampaies
- Sebastianuskapelle in Camallera

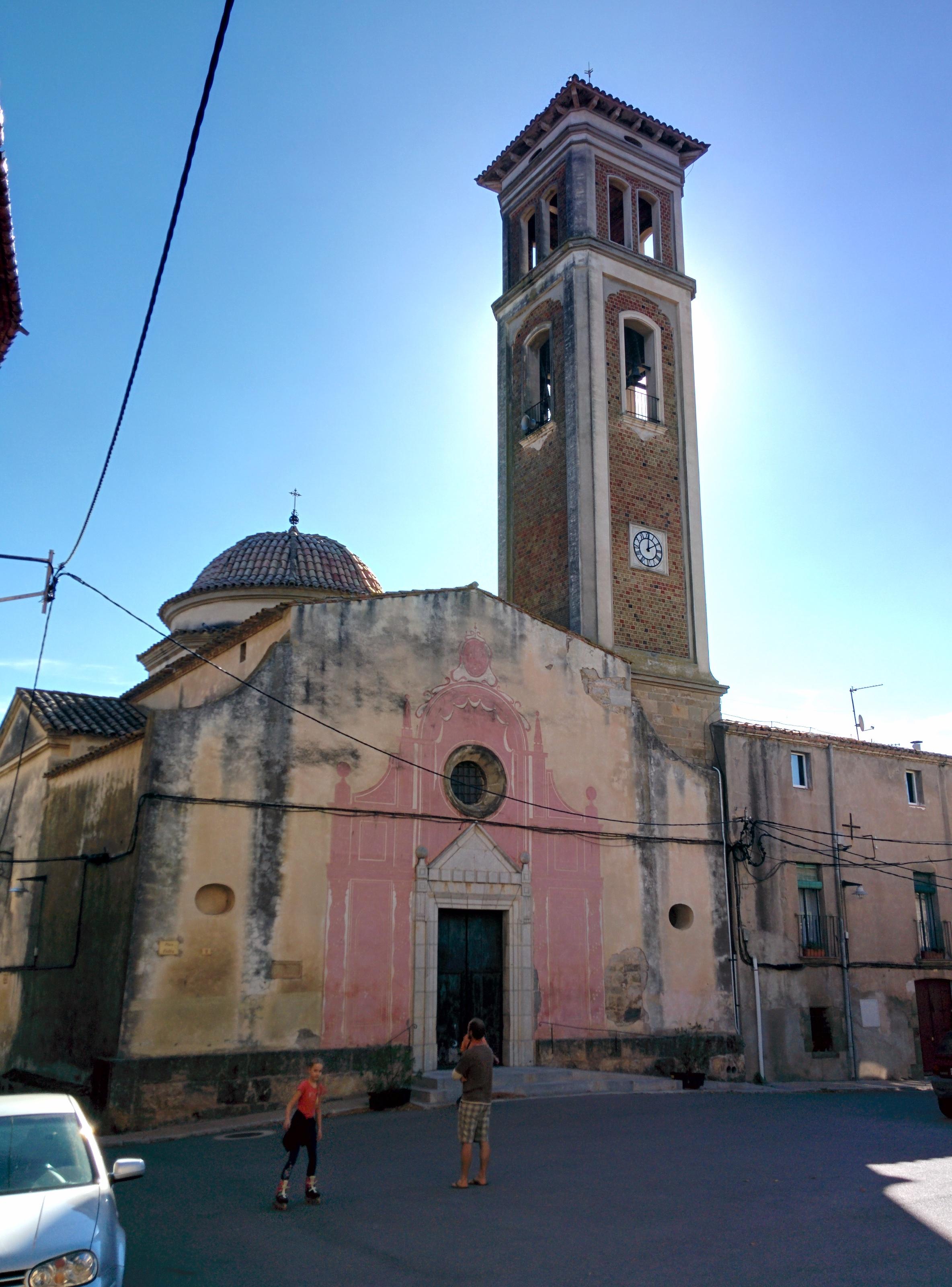
Bartholomäuskirche
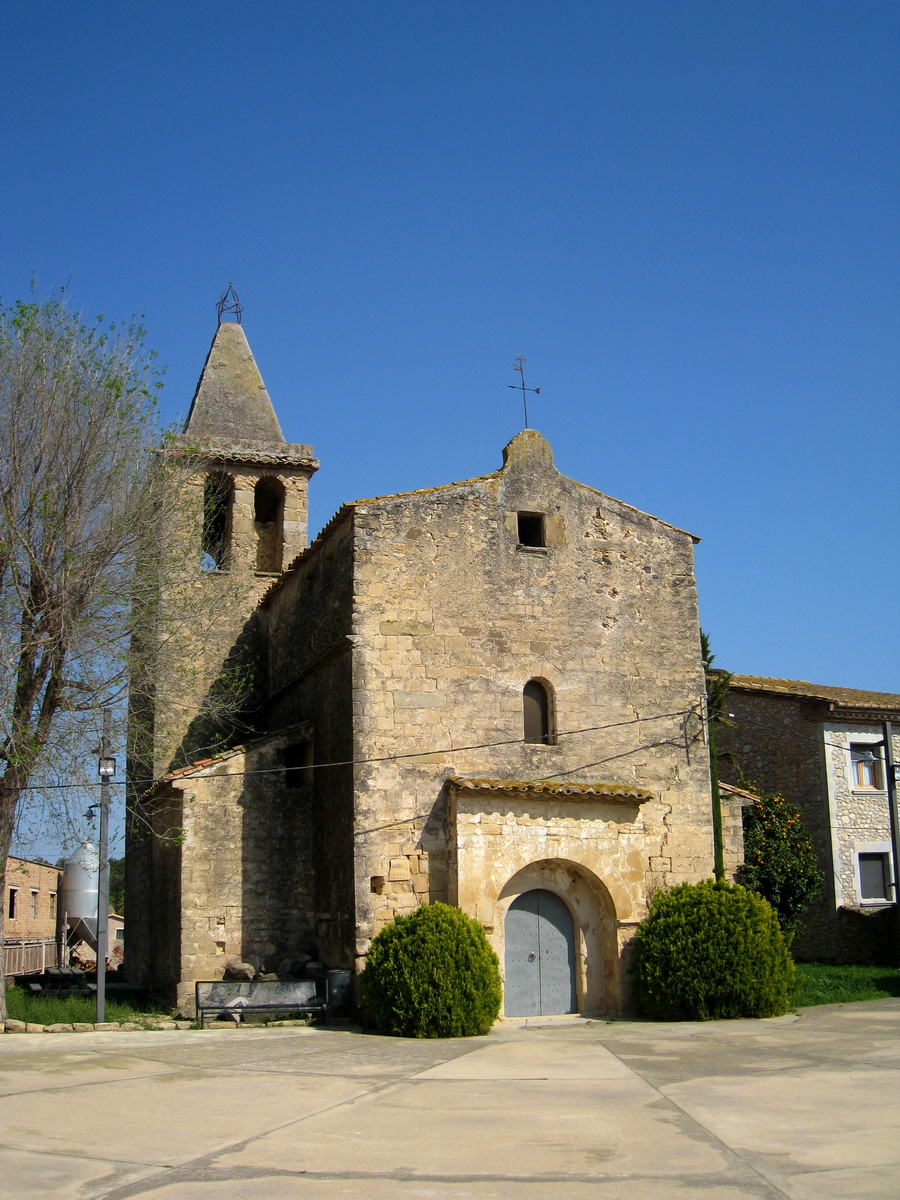
Martinskirche
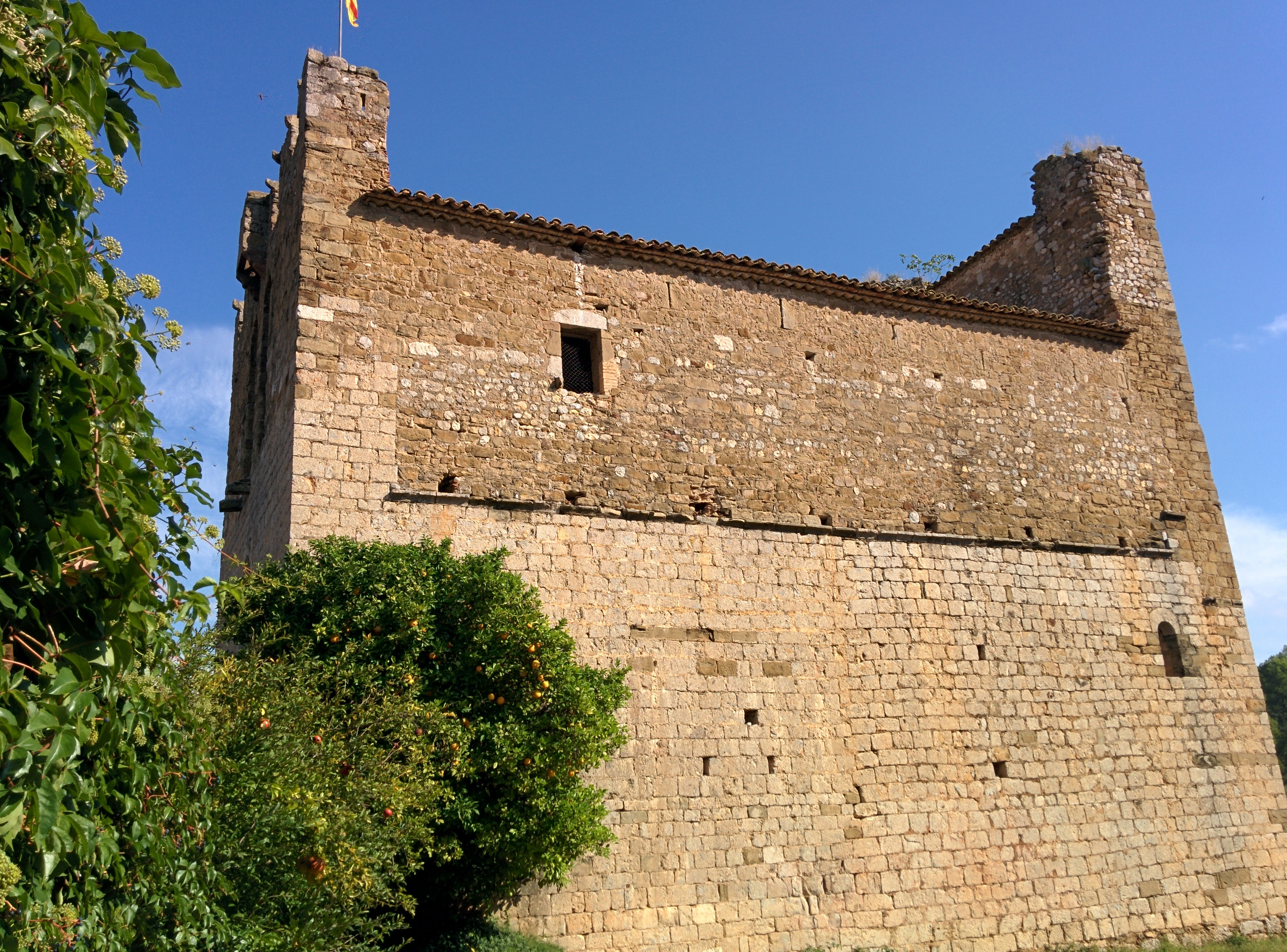
Eugenienkirche
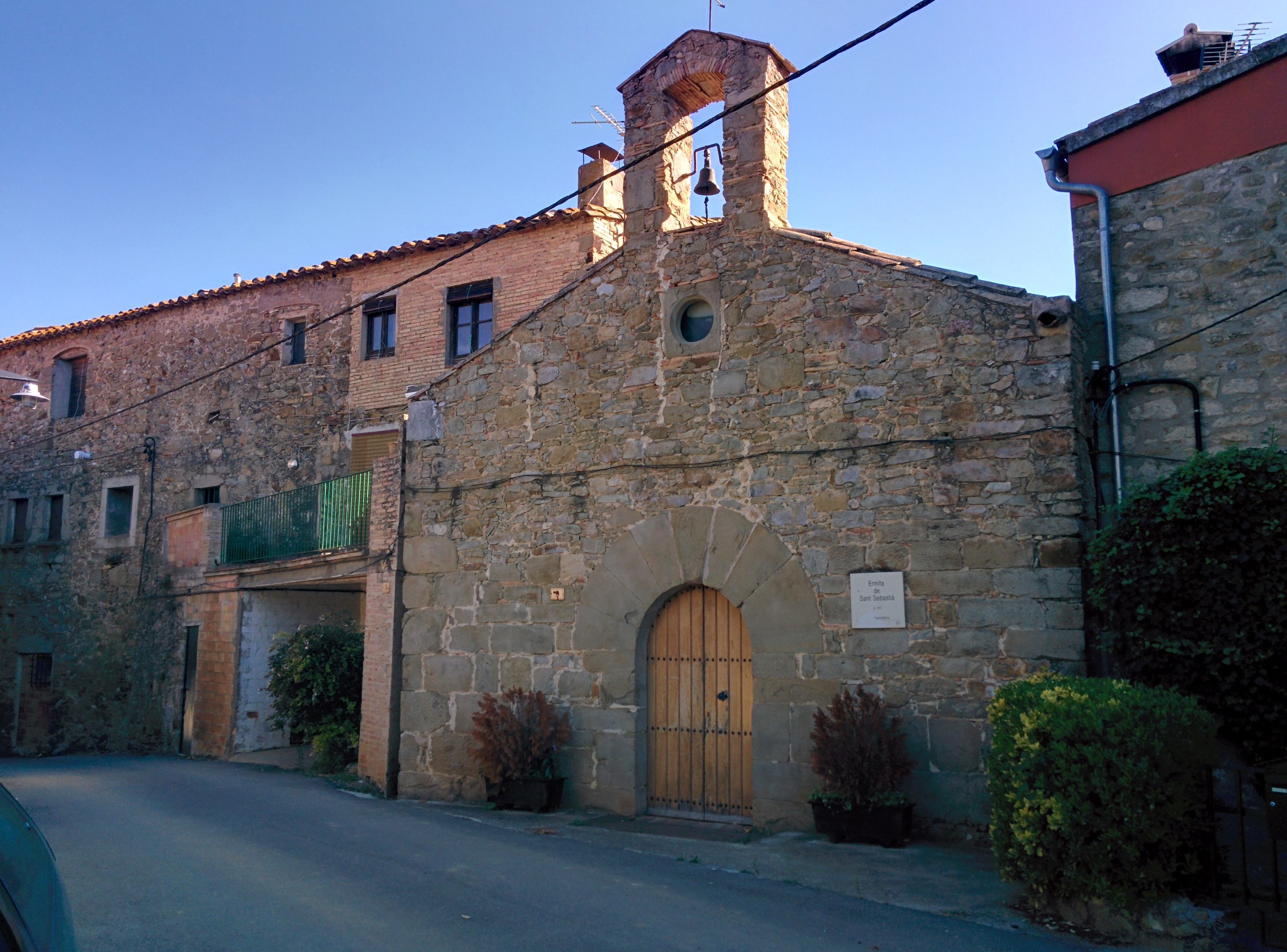
Sebastianuskapelle